# Britten-Norman BN-2
Britten-Norman BN-2 — brytyjski samolot wielozadaniowy produkowany przez firmę Britten-Norman. Oblotu konstrukcji dokonano 13 czerwca 1965 roku.

## Historia

### Islander
Konstrukcję samolotu Britten-Norman BN-2 Islander opracował John Britten oraz Desmond Norman. 13 czerwca 1965 roku dokonano oblotu prototypu. Pierwotny wariant Islandera był wyposażony w silnik Continental IO-360-B. Cztery dni po oblocie model pojawił się na Paris Air Show. Kolejną fazą rozwoju projektu było zastosowanie mocniejszego silniku Lycoming O-540-Es o mocy 260 koni. Pozwoliło to na zwiększenie osiągów konstrukcji. W kwietniu 1967 roku wykonano lot pierwszym wyprodukowanym seryjnie samolotem typu BN-2. W sierpniu 1967 roku konstrukcja została certyfikowana na terenie Wielkiej Brytanii, co pozwoliło na rozpoczęcie dostaw do klientów. Cztery miesiące później Islander został certyfikowany na terenie Stanów Zjednoczonych Ameryki. Amerykańskie przedsiębiorstwo Jonas Aircraft zamówiło 30 samolotów, które stanowiły połowę produkcji w 1968 roku. W przeciągu roku firma zamówiła następne 112 egzemplarzy. 
W 1969 roku samolot typu Islander wygrał wyścig lotniczy na trasie Londyn–Sydney. Spowodowało to wzrost liczby zamówień na nowe egzemplarze. Zakłady Britten-Norman nie miały możliwości zrealizowania wszystkich zamówień, więc zawarły umowę z rumuńskimi zakładami Intreprinderea de Reparatii Material Aeronautic zajmującymi się m.in. przeglądem oraz naprawami samolotów. Możliwości produkcyjne Intreprinderea de Reparatii Material Aeronautic pozwoliło na produkcję od 30 do 40 egzemplarzy rocznie na licencji Britten-Norman. W 1968 roku zwiększono maksymalną masę startową z 2585 do 2722 kilogramów. Wprowadzono nowe osłony oraz podwozie o mniejszym oporze aerodynamicznym. Zwiększono również przestrzeń ładunkową. W celu zwiększenia osiągów samolotu podczas pracy silnika na wysokich obrotach, w 1970 roku zastosowano silnik Lycoming IO-540-K1-B5 o mocy 300 koni mechanicznych z wtryskiem paliwa oraz opcjonalne zapasowe zbiorniki paliwowe. Do 1977 roku zakontraktowano 100 kolejnych samolotów.

### Trislander
W 1968 roku Britten-Normann opracował konstrukcję BN-2E o większej pojemności niż poprzednie. W nowej wersji dodano m.in. dodatkowy rząd siedzeń oraz silnik Lycoming O-720 o mocy 350 koni mechanicznych, jednak projektu nie certyfikowano. Wkrótce ukończono projekt wersji BN-2A Mk III, która została nazwana Trislander. Nowa konstrukcja została opracowana jako maszyna pasażerska do wykonywania lotów na krótkich dystansach, ze zdolnością do krótkiego startu i lądowania. Konstruktorzy inspirowali się maszynami odrzutowymi z trzecim silnikiem umieszczonym na stateczniku pionowym (McDonnell Douglas DC-10 czy Lockheed L-1011 TriStar). Oblotu dokonano 11 września 1970 r. W 1970 roku samolot zaprezentowano na Farnborough Air Show. W nowej konstrukcji zastosowano silnik Lycoming O-540-E4C5 oraz przewidziano miejsca dla 17 pasażerów. Pierwsze zamówienia zostały zrealizowane w czerwcu 1971 roku. Zaprojektowano również wersję BN-2A-4 z startem wspomaganym rakietami. Dostępna była  także modyfikacja Trislandera przeznaczona do działań militarnych oznaczona jako Trislander M. Do 1984 roku wyprodukowano 81 Trislanderów. 

### Defender
W 1971 roku na Paris Air Show zaprezentowano nową wersję konstrukcji BN-2 o nazwie Defender. Projekt był przeznaczony głównie do działań o charakterze militarnym oraz paramilitarnym. Maksymalna masa startowa wyniosła 3152 kilogramów. Konstrukcja cechowała się możliwością zamontowania broni oraz dodatkowym miejscem na wyposażenie elektroniczne lub medyczne. Zamówienia na samolot typu Defender pochodziły z ponad 20 krajów. W 1995 roku dokonano oblotu wersji Defender 4000 wyposażonej w silnik Rolls-Royce 250-B17F o mocy 400 koni mechanicznych.

## Dane techniczne
| Wersja           | Data oblotu | Masa własna, [kg] | Maksymalna masa startowa | Prędkość przelotowa, [km/h] | Silnik               | Moc silnika, [KM] | Rozpiętość, [m] | Długość, [m] | Wysokość, [m] |
| ---------------- | ----------- | ----------------- | ------------------------ | --------------------------- | -------------------- | ----------------- | --------------- | ------------ | ------------- |
| BN-2A Islander   | 1965 r.     | 1667              | 2994                     | 257                         | Lycoming O-540-Es    | 260               | 14,94           | 10,86        | 4,18          |
| BN-2A Trislander | 1970 r.     | 2650              | 4536                     | 249                         | Lycoming O-540-E4C5  | 260               | 16,15           | 15,01        | 4,32          |
| BN-2T            | 1980 r.     | 1832              | 3175                     | 315                         | Rolls-Royce 250-B17C | 400               | 14.94           | 10.86        | 4.18          |
| Defender 4000    | 1995 r.     | 2223              | 3855                     | 326                         | Rolls-Royce 250-B17F | 400               | 16.15           | 12.2         | 4.36          |